# Słowo prawdy
Słowo prawdy – ogólnoświatowa seria kongresów (dużych spotkań religijnych) o charakterze międzynarodowym, zorganizowanych przez Świadków Jehowy w roku 1965. Poza kongresami międzynarodowymi w wielu krajach odbyły się także kongresy okręgowe. Hasło kongresowe oparto na biblijnym wersecie z Ewangelii Jana 17:17 „Twoje słowo jest prawdą”. Program kongresu zachęcał do regularnego studiowania i stosowania zasad z Biblii, Bożego Słowa Prawdy.

## Kongresy międzynarodowe na świecie
W samych tylko kongresach międzynarodowych zorganizowanych w Ameryce Północnej, Australii i Europie Zachodniej uczestniczyło przeszło pół miliona osób, a 8595 zostało ochrzczonych.

### Stany Zjednoczone
Z okazji kongresu międzynarodowego nadzorcy z Biur Oddziałów uczestniczyli w specjalnym szkoleniu, które odbyło się w Biurze Głównym Świadków Jehowy w Nowym Jorku. Pierwsze zgromadzenie z serii kongresów w Stanach Zjednoczonych odbyło się w dniach od 24 do 27 czerwca w Seattle Center w Seattle. Z programu skorzystało 15 575 osób, a 196 zostało ochrzczonych.
W dniach od 1 do 4 lipca kongres odbył się w Monterey County Fairgrounds w Monterey w Kalifornii. Z programu skorzystało 12 059 osób, a 103 zostały ochrzczone.
W dniach od 8 do 11 lipca kongres odbył się w Grandstand w Sacramento. Udział w nim wzięły 15 802 osoby, 182 zostały ochrzczone. W tym samym terminie 31 537 osób uczestniczyło w kongresie na Balboa Stadium w San Diego. Program przedstawiono w języku angielskim i hiszpańskim. Ochrzczono 356 osób.
Kongres w Albuquerque odbył się w dniach od 15 do 18 lipca na Albuquerque Civic Auditorium. Z programu w języku angielskim i hiszpańskim skorzystało 10 186 osób, a 165 zostało ochrzczonych.
W dniach od 22 do 25 lipca kongres odbył się w Fair Park Coliseum w Lubbock, uczestniczyło w nim 5011 osób, a 88 zostało ochrzczonych. W tym samym terminie kongres odbył się w War Memorial Center w Wailuku w hrabstwie Maui na Hawajach, w którym uczestniczyło 350 osób, a 8 zostało ochrzczonych.
W dniach od 29 lipca do 1 sierpnia kongresy odbyły się w Chattanooga, Corpus Christi, Fairbanks, Oʻahu, Odessie oraz Memphis.
W kongresie na Engel Stadium w Chattanooga uczestniczyło 10 238 osób, a 107 zostało ochrzczonych. Kongres w języku hiszpańskim odbył się w Memorial Coliseum w Corpus Christi, uczestniczyło w nim 4 608 osób, a 126 zostało ochrzczonych. W kongresie w Noordale School w Fairbanks na Alasce uczestniczyły 593 osoby, a 11 zostało ochrzczonych. W kongresie w McKinley High School Auditorium w Oʻahu na Hawajach uczestniczyło 2380 osób, a 47 zostało ochrzczonych. W Memphis kongres odbył się w Mid-South Coliseum, uczestniczyło w nim 15 706 osób, a 280 zostało ochrzczonych. W kongresie w Odessie na Florydzie uczestniczyło 6187 osób, a 70 zostało ochrzczonych.
W dniach od 12 do 15 sierpnia kongresy odbyły się w Buffalo, Minneapolis, Nashville i St. Petersburg.
W kongresie w Memorial Auditorium w Buffalo uczestniczyły 24 044 osoby, a 255 zostało ochrzczonych. 20 893 osoby uczestniczyły w kongresie na Metropolitan Stadium w Minneapolis, 268 osób zostało ochrzczonych. W kongresie na Municipal Auditorium w Nashville uczestniczyło 11 547 osób, a 153 osoby zostały ochrzczone. W języku angielskim i hiszpańskim kongres odbył się w Bayfront Center Auditorium-Arena w St. Petersburg na Florydzie, uczestniczyło w nim 18 036 osób, a 270 zostało ochrzczonych.
Kongres na Yankee Stadium w Nowym Jorku odbył się w dniach od 24 do 29 sierpnia. Program przedstawiono w języku angielskim i hiszpańskim. Uczestniczyło w nim 74 649 osób, a 1361 zostało ochrzczonych.

### Australia
W dniach od 26 do 29 grudnia kongres odbył się w Academy Auditorium w Sydney. Liczba obecnych wyniosła 2010 osób, a 32 osoby zostały ochrzczone.

### Austria
W dniach od 14 do 18 lipca kongres odbył się w Wiedniu. Liczba obecnych wyniosła 12 266 osób, a 409 zostało ochrzczonych. 1250 Świadków Jehowy z Grecji dotarło do Wiednia specjalnym pociągiem. Program przedstawiono w języku niemieckim i greckim.

### Belgia
W Charleroi kongres z udziałem 11 710 osób odbył się w dniach od 7 lipca do 11 lipca, ochrzczono 310 osób. Wśród obecnych były delegacje Świadków Jehowy z północnej Francji, w tym z Paryża oraz 725-osobowa delegacja Świadków Jehowy z Włoch. Nathan H. Knorr ogłosił powstanie w Belgii dziesięciu zborów włoskojęzycznych.

### Bermudy
W dniach od 1 do 4 lipca kongres odbył się w Sali Królestwa w Hamilton Liczba obecnych wyniosła 286 osób, 9 osób zostało ochrzczonych.

### Finlandia
W dniach od 23 do 27 lipca kongres odbył się na Stadionie Olimpijskim w Helsinkach. Udział wzięło 17 088 osób, w tym około 6000 ze Szwecji, około 560 z Laponii oraz z ZSRR, a 426 zostało ochrzczonych.

### Holandia

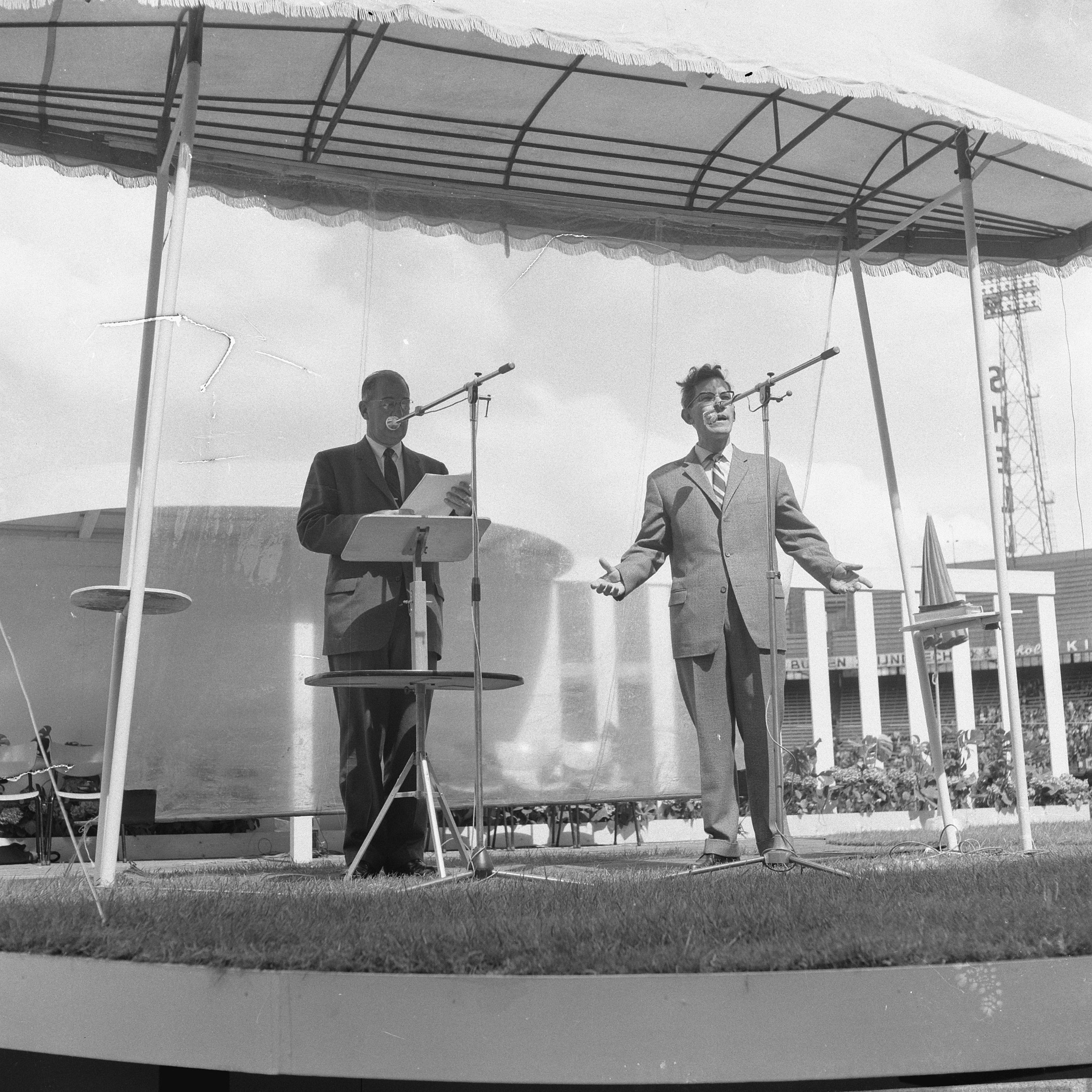
Nathan Homer Knorr (z lewej) przemawia na kongresie w Rotterdamie

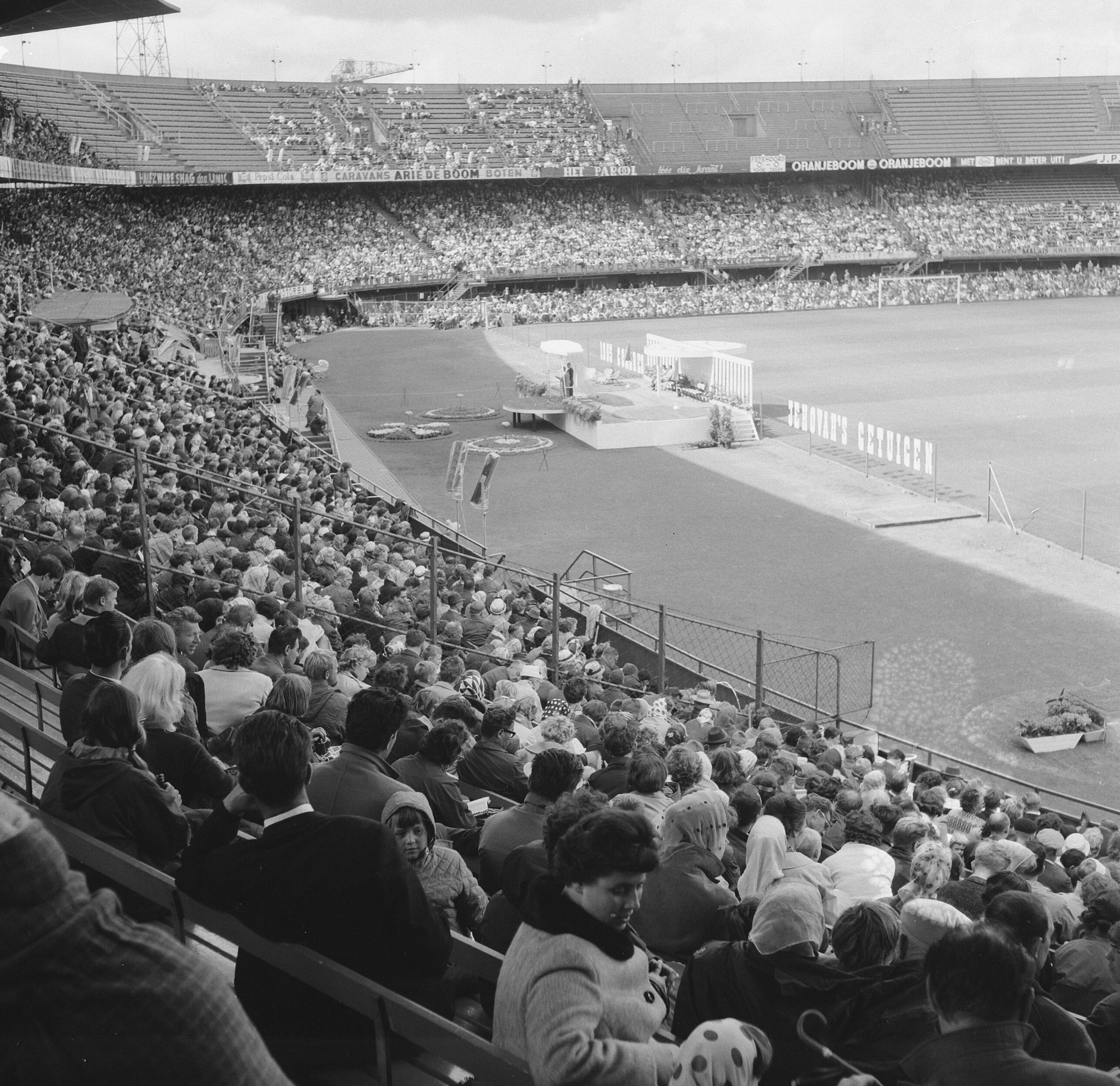
Kongres w Rotterdamie

W Rotterdamie kongres z udziałem 21 816 osób, odbył się w dniach od 30 czerwca do 4 lipca, ochrzczono 406 osób. Wykład publiczny wygłosił Nathan Homer Knorr.

### Irlandia
W dniach od 9 do 13 lipca w Tolka Park w Dublinie z udziałem 3948 osób (w tym około 3500 zagranicznych delegatów), a 65 zostało ochrzczonych. Wykład publiczny wygłosił Frederick William Franz. Koła religijne próbowały wymóc zerwanie umów. Wielu mieszkańców Dublina udostępniło delegatom kwatery.

### Kanada
W dniach od 1 do 4 lipca kongres z udziałem 5654 osób odbył się na Victoria Memorial Arena w Victorii w Kolumbii Brytyjskiej. 105 osób zostało ochrzczonych.
Kongres na Vernon Civing Arena w Vernon odbył się w dniach od 8 do 11 lipca. Liczba obecnych wyniosła 4865, a 46 zostało ochrzczonych.
W dniach od 11 do 15 lipca kongres odbył się na Regina Exibition Stadium w Regina, w którym uczestniczyło 4266 osób, a 40 zostało ochrzczonych. W tym samym terminie kongres odbył się na Sudbury Arena w Sudbury. Liczba obecnych wyniosła 3788 osób, 41 zostało ochrzczonych.
W dniach od 22 do 25 lipca, 6740 osób uczestniczyło w kongresie, który się odbył na Peterborough Memorial Community Centre w Peterborough w Ontario. 83 osoby zostały ochrzczone.
W kongresie, który się odbył w dniach od 29 lipca do 1 sierpnia w The Wheat City Arena w Brandon uczestniczyło 3737 osób, a 46 zostało ochrzczonych.
W Kitchener Memorial Audytorium w Kitchener kongres z udziałem 9348 osób odbył się w dniach od 5 do 8 sierpnia. 91 osób zostało ochrzczonych.
W języku francuskim kongres odbył się w dniach od 12 do 15 sierpnia w Cambrai Curllling Club w Québec.
W dniach od 19 do 22 sierpnia kongres odbył się w Stampede Corral w Calgary, uczestniczyło w nim 7040 osób, a 105 zostało ochrzczonych. W tym samym terminie 3160 osób uczestniczyło w kongresie, który odbył się w Thistle Curling Club w Saint John w Nowym Brunszwiku, 57 osób zostało ochrzczonych.

### Luksemburg
W Exhibition Hall w Luksemburgu kongres odbył się w dniach od 30 czerwca do 4 lipca. Liczba obecnych wyniosła 3835 osób, a 80 zostało ochrzczonych. Wykład publiczny wygłosił Nathan H. Knorr, który również był obecny na uroczystości otwarcia Biura Oddziału.

### Niemcy
W dniach od 21 do 25 lipca kongres z udziałem 8916 osób odbył się w Berlinie w Deutschlandhalle, 137 osób zostało ochrzczonych. Oprócz kongresu międzynarodowego w Berlinie odbyły się również kongresy okręgowe. W dniach od 29 lipca do 1 sierpnia w Ostseehalle w Kilonii, od 5 do 8 sierpnia w Festelt w Bielefeld oraz od 19 do 22 sierpnia w Westfalenhalle w Dortmundzie.

### Norwegia

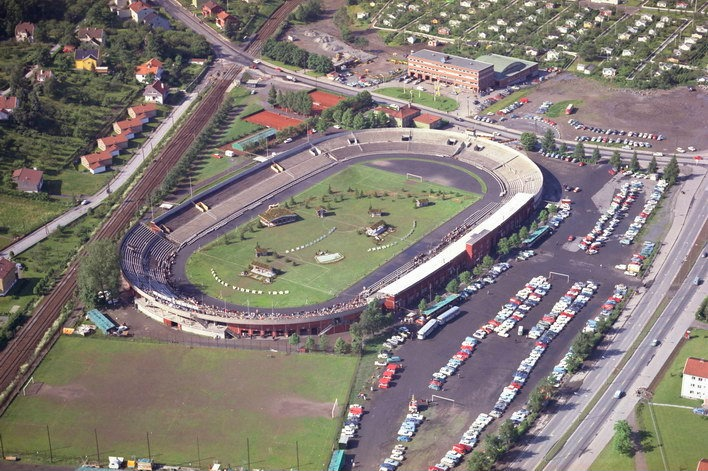
Kongres „Słowo prawdy” na stadionie Ullevaal w Oslo

W dniach od 17 do 20 czerwca kongres odbył się na stadionie Ullevål w Oslo. Udział wzięło 12 332 osób, w tym ponad 7000 delegatów z zagranicy, w większości Świadków Jehowy z Danii. Program kongresu był również przedstawiony w rodzimych językach emigrantów z Jugosławii. Dla 6000 delegatów przygotowano pole namiotowe. Ochrzczono 199 osób, wykład publiczny przedstawił Nathan H. Knorr.

### Szwajcaria
W Bazylei kongres odbył się w dniach od 14 do 18 lipca na Sportfeld St. Jakob. Liczba obecnych wyniosła 36 785 osób, a 1086 osoby zostało ochrzczonych. W kongresie uczestniczyło również 2000 Świadków Jehowy z Hiszpanii oraz Portugalii – w krajach tych panował zakaz ich działalności i byli prześladowani ze względów religijnych. Program został przedstawiony w języku francuskim, hiszpańskim, niemieckim, portugalskim i włoskim.

### Wielka Brytania
W Edynburgu kongres odbył się w dniach od 9 do 13 czerwca na Scotttish Rugby Union, udział wzięło 31 501 osób, a 576 zostało ochrzczonych. W dniach od 26 do 29 sierpnia na Grandstand w Londynie odbył się kongres z udziałem 14 430 osób, a 140 osób zostało ochrzczonych.

## Ważne punkty programu
- Wykład publiczny: Rząd światowy Księcia Pokoju[10][4]